# Sassy, Calvados

Sassy este o comună în departamentul Calvados, Franța. În 1 ianuarie 2022 avea o populație de 212 de locuitori.